# Belovár-Kőrös vármegye
Belovár-Kőrös vármegye (horvátul Bjelovar-Križevci, Bjelovarsko-križevačka županija, németül Komitat Bellau-Kreutz, szlovákul Bjelovarsko-križevatská župa) közigazgatási egység volt a Magyar Királyság délnyugati részében, a Dráva és a Száva között.

## Földrajz
A vármegyét északról Varasd vármegye, keletről Somogy vármegye, délről Verőce és Pozsega vármegyék, nyugatról pedig Zágráb vármegye határolta. Legfontosabb folyója a Dráva volt.

## Történelem
Belovár-Kőrös vármegye területét egészben vagy részben a magyarok a honfoglalás után viszonylag hamar megszállták, a pontos határok viszont nem ismertek, később a terület részben a magyar (Somogy), részben a szlavón vármegyerendszer része. A megye a 11. század végét követően jött létre Kőrös néven, Kőrös vára központtal. 1193-ban említik Curialis comes-ét, 1225-től vannak adatok ispánjairól, várjobbágyairól (köztük száznagyokról) és várnépéről. A 14. századra a környező várispánságokkal Szlavónia egyik nagy nemesi megyéjévé alakult.
1526, 1541 után a megye terület keleti része török uralom alá került, a nyugati a horvát bánság fennhatósága alatt maradt, a határ menti harcok elnéptelenítik.
1699 után felszabadul a török uralom alól és a Varasdi Határőrvidék megszervezésével újratelepítik a területet.
A katonai határőrvidék polgárosításával 1868-tól Horvát–Szlavónország része. A vármegye területe 1918 után a Szerb–Horvát–Szlovén Királyság része lett, kivéve a Dombóvár–Gyékényes-vasútvonal északi oldalára eső mintegy egy km²-es területet. Miután 1991-ben Horvátország független lett, azóta a vármegye területe Horvátország része.

## Lakosság
A vármegye összlakossága 1910-ben 332.592 személy volt, ebből:
- 253.687 horvát (76,27%)
- 44.533 szerb (13,38%)
- 14.224 magyar (4,27%)
- 4.235 német (1,27%)

## Közigazgatás
A vármegye a következő nyolc járásra volt felosztva:
- Alsógerzencei járás, székhelye Alsógerzence (horvátul Garešnica)
- Belovári/Bélavári járás, székhelye Belovár (horvátul Bjelovar), rendezett tanácsú város
- Csázmai járás, székhelye Csázma (horvátul Čazma)
- Grobosinci járás, székhelye Grobosinc, (horvátul Grubišno Polje)
- Kaproncai járás, székhelye Kapronca (horvátul Koprivnica), rendezett tanácsú város
- Kőrösi járás, székhelye Kőrös (horvátul Križevci), rendezett tanácsú város
- Kutenyai járás, székhelye Kutenya (horvátul Kutina)
- Szentgyörgyvári járás, székhelye Szentgyörgyvár (horvátul Đurđevac)